# استبدال مفصل الكتف

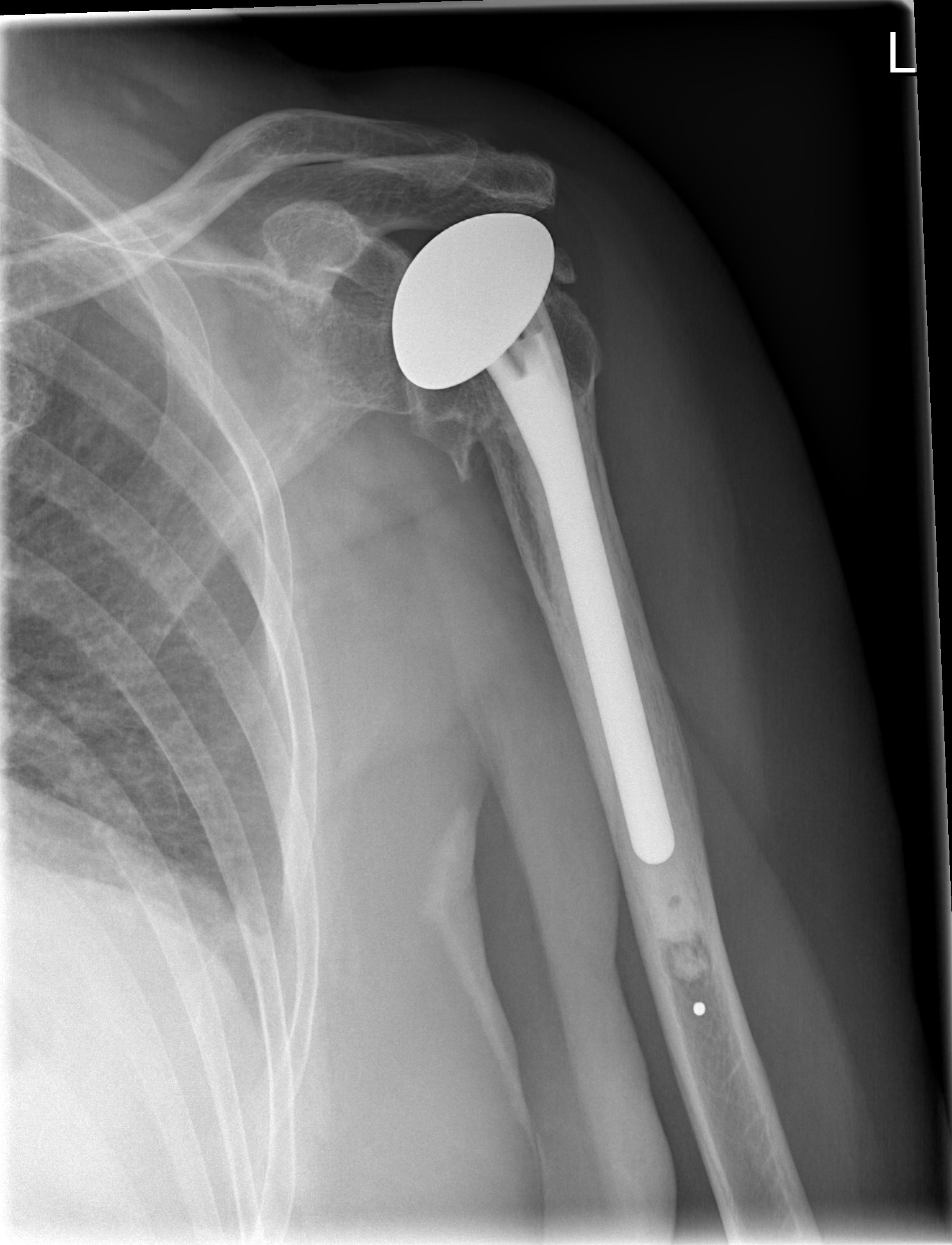

يمثل استبدال الكتف إجراءً جراحيًا يتضمن تبديل المفصل الحقاني العضدي كاملًا أو جزئيًا والاستعاضة عنه بطعم اصطناعي. تُجرى جراحة استبدال المفاصل عمومًا لتخفيف آلام التهاب المفاصل أو إصلاح المفصل شديد التضرر.
تقدم جراحة استبدال الكتف خيارًا لعلاج التهاب المفاصل الحاد الذي يصيب مفصل الكتف؛ تؤثر هذه الحالة في الغضروف المفصلي، إذ يحدث ضياع في البطانة الواقية مع تآكل بطانة الغضروف، ليتطور بعدها التهاب المفاصل المؤلم في العظام. إن التهاب مفصل الكتف الشديد مؤلم للغاية وقد يسبب تقييد الحركة. يمكن تحمل الألم في حالات معينة مع بعض الأدوية وتعديلات نمط الحياة، لكن العلاج الجراحي قد يصبح ضروريًا.
توجد بعض المآت الرئيسية للوصول إلى مفصل الكتف، أولها المأتى الدالي الصدري، الذي يحافظ على العضلة الدالية، لكنه يتطلب قطع العضلة تحت الكتف، وثانيها المأتى عبر الدالية، الذي يوفر طريقًا مباشرًا نحو الجوف الحقاني. على أي حال، تتعرض العضلة الدالية لخطر التلف المحتمل عند استخدام هذا الطريق.

## نبذة تاريخية
كان الجراح الفرنسي جول إميل بيان رائدًا في جراحة استبدال الكتف، المعروفة أيضًا باسم رأب مفصل الكتف أو رأب المفصل الحقاني العضدي في عام 1893. تضمن إجرائه الجراحي تنعيم مفصل الكتف وزرع مواد من البلاتين والمطاط. شهدت إجراءات استبدال الكتف تطورات ملحوظة في عام 1955 عندما أجرى تشارلز نير أول عملية رأب جزئي، واستبدل رأس العضد فقط، تاركًا تجويف الكتف الطبيعي، أو الجوف الحقاني، سليمًا. زادت شعبية هذا الإجراء بصورة كبيرة مع تقدم الوقت؛ على أي حال، غالبًا ما أصيب المرضى بفقدان الغضاريف الموجودة على السطح الحقاني أيضًا، ما يؤدي إلى الألم وتآكل الجوف الحقاني. دفع هذا إلى تطوير إجراء يُستبدل فيه المكون العضدي والمكون الحقاني أيضًا.
خلال تطوير الإجراءات الجراحية، زاد الإجماع على أهمية عضلات الكفة المدورة لتحقيق أفضل النتائج من ناحيتي القوة ونطاق الحركة، إضافةً إلى تقليل الألم. إن القيود الفيزيائية للبنى التشريحية الكروية الطبيعية في الكتف قد حدت من تطور الإجراءات بطريقة أو بأخرى، فالمنظومة التشريحية المقيدة بشدة تحد من نطاق الحركة. ثبت صعوبة تثبيت الأطراف الصناعية وتثبيت المكونات دون كسرها نتيجة التشريح الطبيعي للجوف الحقاني. أدت هذه التحديات ومعدلات الفشل المرتفعة إلى تطوير رأب مفصل الكتف الكلي العكسي للتغلب على القيود التي يفرضها تشريح الكتف الطبيعي.
شهدت السبعينيات نموًا كبيرًا في الأساليب الجراحية باستخدام هذه المنهجية، إضافة إلى زيادة التقنيات الجراحية المستخدمة وتنوعها. على أي حال، ظهر بول غرامونت عام 1985 بتقنية عظيمة تمثل الأساس لمعظم إجراءات استبدال الكتف العكسي اليوم. يُذكر أن استبدال الكتف العكسي للكتف مستطب أساسًا في الحالات التي يعاني فيها المريض ضعفًا أو تمزقًا في عضلات الكفة المدورة. يُستطب استبدال الكتف التقليدي في حالات أخرى. مع أن غرامونت استمر بتطوير تقنيته الجديدة لمعالجة المضاعفات الطفيفة التي ظهرت، فقد اعتمد على 4 مفاهيم أساسية تضمنت ثبات الطعم ومكانه بالنسبة إلى المفصل الحقاني العضدي الطبيعي.